# Kleinmünchen
Kleinmünchen ist ein Stadtteil von Linz, der 2014 in den statistischen Bezirk Kleinmünchen-Auwiesen überführt wurde. Es war bis zu seiner Eingemeindung nach Linz im Jahr 1923 eine eigene Gemeinde und 1957–2013 ein Stadtbezirk.
Es besteht nach wie vor die gleichnamige Katastralgemeinde.

## Geografie
Die Katastralgemeinde Kleinmünchen liegt im Süden der oberösterreichischen Landeshauptstadt Linz und grenzt im Norden an die Katastralgemeinde Waldegg, im Osten an die Katastralgemeinde St. Peter, im Süden an die Katastralgemeinde Ebelsberg und im Westen an die Linzer Nachbarstädte Traun und Leonding.
Die Katastralgemeinde umfasst die statistischen Bezirke Kleinmünchen-Auwiesen, Neue Heimat und den südlichen Teil der Bezirke Bindermichl-Keferfeld und Spallerhof. Vor der Reorganisation der Linzer statistischen Bezirke im Jahr 2014 umfasste er Kleinmünchen, Scharlinz, Neue Heimat, Bergern, Wegscheid und Schörgenhub.

### Ausdehnung des Stadtteilgebietes
Die größte Ausdehnung des Stadtteiles von Osten nach Westen beträgt rund 4,6 km, von Norden nach Süden rund 3,3 km. Die Gesamtfläche aller statistischen Bezirke des Stadtteils Kleinmünchen beträgt 12,72 km².

### Wichtige Flüsse und Gewässer
Kleinmünchen wird im Süden durch den Fluss Traun begrenzt. Schörgenhub und Kleinmünchen wurde vom Mager-, Weidinger- und Jauckerbach durchflossen. Im Jahr 1512 wurde ‚Hanns von der Pruklmul‘ urkundlich erwähnt. 1583 war ein ‚Hanns Tornauer von der Pruckhmil‘ beurkundet und ‚eine Wiesen beym Stegen, darauf ein Hamer gestanden hat, so man auch Dornaumil nennt.‘ Den Mühlbach hat Hartneid von Lichtenstain vor ‚hundert Jarn‘ (etwa um 1410–1420) auswerfen lassen von oberhalb der Müll von der Wühr an beim stampf …bis an das Bannwasser unterhalb des ‚Khüpfer Hamer‘. Beim Jauckerbach handelte es sich um einen künstlich gegrabenen Bach. Die Mühlen am Jauckerbach spielten dann mehr als fünfhundert Jahre für das Mühlengewerbe und die Textilindustrialisierung eine bedeutende Rolle, lieferten sie doch die notwendige Energie für ihre Maschinen. Heute wird der Name Jauckerbach für den Oberwasserkanal des LinzAG-Kraftwerkes Kleinmünchen benutzt.
Der Weidingerbach wurde wegen der ständigen Traunhochwässer zu frühen Zeiten als Entlastungsgerinne tiefer gegraben und in seinem Verlauf siedelten sich schon früh Mühlen und Stampfen an. Der Weidingerbach wurde oberhalb Wels von der Traun abgezweigt und führt über Marchtrenk, Traun, St. Martin nach Kleinmünchen. Bis zur Hanslbäckmühle von Paul Aigner, Konskr.-Nr. St. Martin 16, welche bis 1876 zur Gemeinde Kleinmünchen gehörte, hatte der Bach den Namen Welser Mühlbach und erst ab da hieß er Weidingerbach. Nachdem Sebastian und Rosina Weidinger bis 1737 die Eigentümer der Mühle waren, ist zu vermuten, dass der Bach wie auch ihre Mühle (spätere Dierzerfabrik) nach ihnen benannt wurde. Der Weidingerbach führte ehedem bis 11 m³/s Wasser, was als ‚beständiges Wasser‘ für den Antrieb von 4 Mühlgängen sorgte.
Nach dem Zusammenfluss des Weidingerbaches, der ab der Brücke nächst Rädlerweg 10 verrohrt bis ins Unterwasser des Linz AG-Kraftwerkes führt, mit dem Jauckerbach heißt das Gerinne wieder Mühlbach.
Der Magerbach war ein Grundwasserbach, der inmitten der heutigen Siedlung Auwiesen entsprang. Seine Wasserkraft betrieb ein Wasserrad der Farbenreibmühle des Stefan Mager. Heute wird der Magerbach vom Kraftwerkskanal abgezweigt und führt über Fischaufstiegshilfen durch das Gebiet der Traunausiedlung zurück ins Unterwasser des Kraftwerkskanals.

## Geschichte

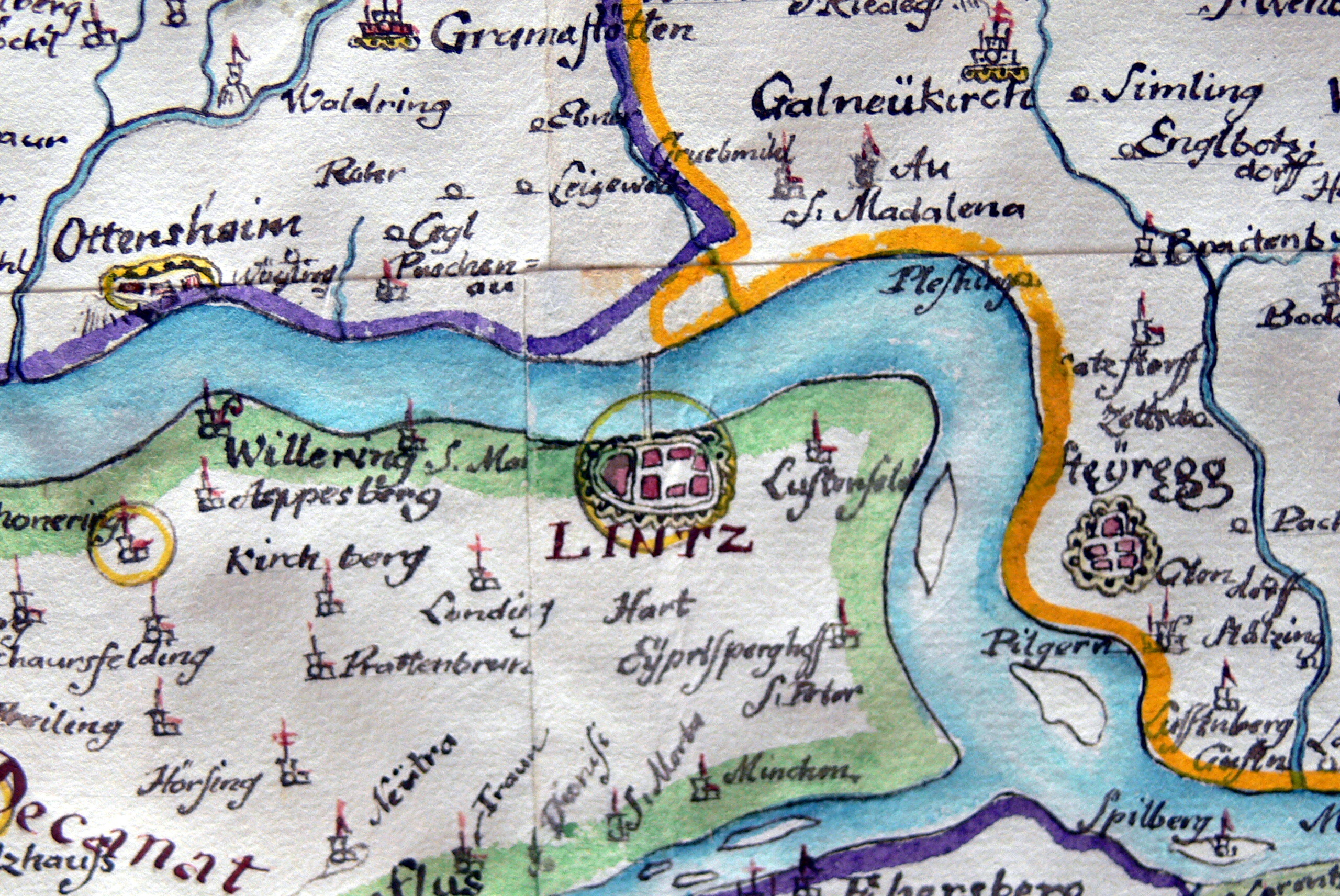
Landkarte der Diözese Passau (1719) – Detail: Linz und Umgebung mit „Minchen“

### Name
Das früheste Schriftzeugnis ist von 1290 und lautet „sancti Quirini in Municheyn“ (St. Quirinus in München). Das Wort geht auf althochdeutsch munih zurück, was Mönch bedeutet. Der Name ist demnach als Bei den Mönchen zu verstehen. Der Zusatz des Heiligen diente zur Unterscheidung von Mönchgraben im Traun-Enns-Riedelland (damals Münichen genannt) und änderte sich im Laufe der Zeit von Quirin über Kyrein zu Klein.
Eine andere Erklärung lautet, dass ursprünglich ein großer Teil von Kleinmünchen einem reichen Mann mit dem Namen Otto ze Munichen (Otto aus München) gehörte, der seinen Besitz dem in diesem Gebiet befindlichen Quirinus-Kirchlein geschenkt habe.

### Frühgeschichte
In den Jahren 1926–1931 wurden in Schörgenhub neben einem prähistorischen Grab auch 35 bairische Reihengräber freigelegt, die um das Jahr 700 an der Grenze zwischen dem bairischen und awarischen Einflussraum angelegt worden waren.

### Kleinmünchen im 19. Jahrhundert
Kleinmünchen bestand noch im 19. Jahrhundert aus den vier Ortschaften Kleinmünchen, Scharlinz, Bergern und Sankt Martin. Sankt Martin wurde jedoch 1876 in die Gemeinde Traun ausgegliedert. 1834 lebten in der Gemeinde Kleinmünchen insgesamt 765 Menschen in 102 Häusern bei 167 Wohnparteien. Die Ortschaft Kleinmünchen bestand zur damaligen Zeit aus 63, großteils zusammenstehenden Häusern, die nördlich gelegene Ortschaft Scharlinz aus einer geschlossenen Siedlung mit 12 Häusern. Bergern verfügte 1834 über sieben Häuser in Streulage, Sankt Martin über 20 Häuser, die teilweise geschlossen, teilweise zerstreut an der Traun lagen. Die Bevölkerung lebte überwiegend von der Landwirtschaft oder verdingte sich als Tagelöhner. Wichtigster Betrieb dieser Zeit war eine Baumwoll- und Tuchdruckerei mit 15 Arbeitern. 1830 wurde weiters eine Baumwoll-Spinnfabrik mit 30 Spinnstühlen errichtet, in der 150 bis 200 Arbeiter beschäftigt wurden. An der Traun wurden acht Mahlmühlen betrieben.

### Kleinmünchen im 20. Jahrhundert
Kleinmünchen wurde 1923 nach Linz eingemeindet. Im Zweiten Weltkrieg befand sich in Kleinmünchen von Mai 1944 bis zum 5. Mai 1945 das KZ-Außenlager Linz III, ein Außenlager des KZ Mauthausen, in dem über 5000 KZ-Häftlinge zur Zwangsarbeit in der Stahl- und Panzerproduktion und zu diversen Bauarbeiten herangezogen wurden.
Der Linzer Ortsteil Wegscheid, der heute zu Kleinmünchen gehört, kann auf eine lange Lager-Geschichte zurückblicken, die sich vor allem auf das Gebiet zwischen Schörgenhub und Wegscheid konzentriert. Die Lager-Geschichte begann mit einem Kriegsgefangenenlager der k.u.k. Armee im Ersten Weltkrieg. Bei den Offensiven in Serbien und Galizien hatte die k.u.k. Armee hunderttausende Kriegsgefangene gemacht, für die eine Reihe von Lagern gebaut wurde. Die oberösterreichischen Standorte dieser Lager waren Aschach, Braunau, Freistadt, Kleinmünchen, Marchtrenk und Mauthausen, daneben existierte noch das Internierungslager Linz-Katzenau. Im k.u.k. Kriegsgefangenenlager Kleinmünchen waren mehrere 10.000 Gefangene untergebracht. Das nach Ende des Ersten Weltkriegs verbliebene Barackenlager diente dann nach der Weltwirtschaftskrise von 1929 als Notunterkunft für Menschen, die durch die Krise obdach- und arbeitslos geworden waren.
Mit dem Ende des Zweiten Weltkrieges wurde Linz eine wichtige Durchgangsstation für unterschiedliche Flüchtlingsströme:
- Zum einen kamen überwiegend deutschsprachige Menschen („Volksdeutsche“) auf ihrer Flucht vor der Roten Armee, von denen viele Zuflucht in einem Lager im heutigen Stadtteil Neue Heimat fanden.
- Eine zweite große Gruppe waren die Displaced Persons, deren Heimat auf Zeit das Lager Wegscheid, Nr. 67, Camp Maurice L. Tyler wurde, ein im Juni 1946 eröffnetes Durchgangslager, das zugleich das größte jüdische Durchgangslager in Österreich war. Es beherbergte etwa 3.000 bis 4.000 Bewohner, für die es auch vom ORT betreute Angebote gab – überwiegend als Vorbereitung auf eine Auswanderung.[6]
An diese Menschen erinnert heut am ehemaligen Camp-Gelände ein Gedenkstein.[7]

Im Südwesten von Kleinmünchen entstand ab 1990 der Gewerbepark Franzosenhausweg. Seit 1951 verbindet eine Straßenbahnlinie die Bereiche Schörgenhub, Kleinmünchen, Scharlinz und Neue Welt mit den nördlichen Stadtteilen, seit 2002 auch mit Ebelsberg und seit Sommer 2005 mit der SolarCity Linz.

## Religion
Das erste Mal wird eine Kirche in Kleinmünchen im Jahre 1290 erwähnt, in einem Ablassbrief das Papst Nikolaus IV. an die Kirche von Leonding zu der auch die Filiale „sancti Quirini in Municheyn“ gehört. Archäologische Grabungen aus dem Jahre 1982 brachten ans Licht, dass diese Kirche bereits die dritte an dieser Stelle war und somit die Geschichte Kleinmünchens bis ins 10. Jahrhundert zurückreicht.
Seit 1784 sandte das Stift St. Florian Geistliche nach Kleinmünchen. Schließlich wurde Kleinmünchen eine Expositur von Ebelsberg und 1878 Josef Denk zum Pfarrkurator von Kleinmünchen ernannt.
Kleinmünchen war von zunehmender Industrialisierung geprägt und Denk erkannte die Notwendigkeit einer neuen, größeren Kirche und gründete 1889 einen Kirchenbauverein. Bereits fünf Jahre später – Kleinmünchen war seit drei Jahren eine eigene Pfarre – wurde der Grundstein für die neue Kirche vom Ölberg aus Jerusalem mitgebracht. Die Grundsteinlegung erfolgte am 20. August 1905 und bereits am 18. März 1906 fand die Feier der Turmkreuzsteckung statt. Am 22. Juli 1906 wurden die Glocken durch Propst Josef Sailer vom Stift St. Florian geweiht und am Nachmittag zum ersten Mal geläutet. Am 19. August 1906 weihte Bischof Franz Maria Doppelbauer die neue Kirche und zelebrierte die erste Heilige Messe.
Im Ersten Weltkrieg musste die Kirche ihre Glocken abliefern, ebenso das Kupferdach und die Prospektpfeifen, die 17 Kilogramm Zinn enthielten. Im Zweiten Weltkrieg wurde die Kirche wiederum ihrer Glocken beraubt. Am 20. Dezember 1944 wurde die Kirche durch eine Fliegerbombe schwer beschädigt, die unter anderem auch die Hälfte des Presbyteriumgewölbes einstürzen ließ.
Die evangelische Johanneskirche wurde 1965 erbaut.

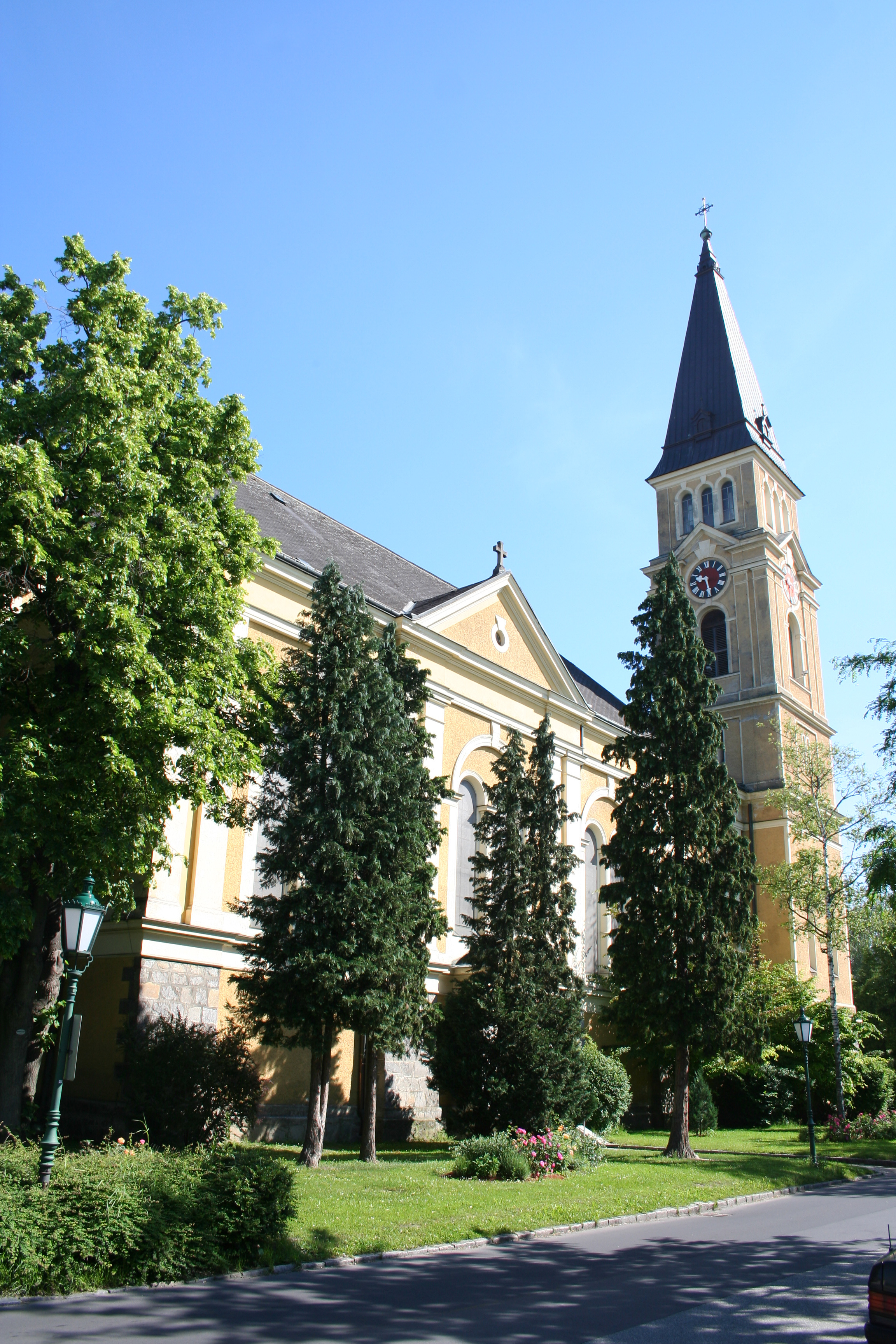
Pfarrkirche Kleinmünchen
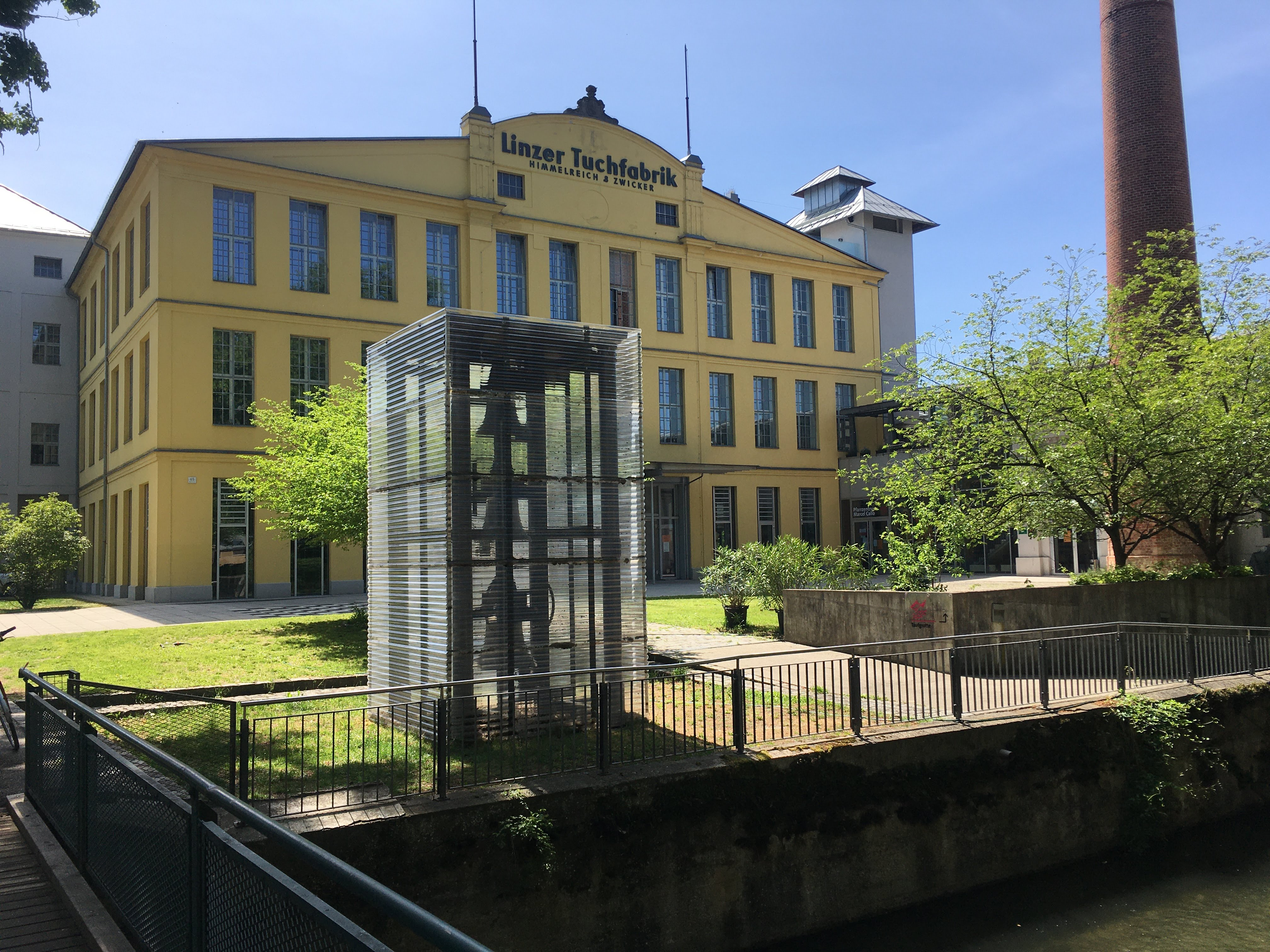
Pfarrkirche Auwiesen in der ehemaligen Baumwollspinnerei Rädler mit Geläut im Vordergrund
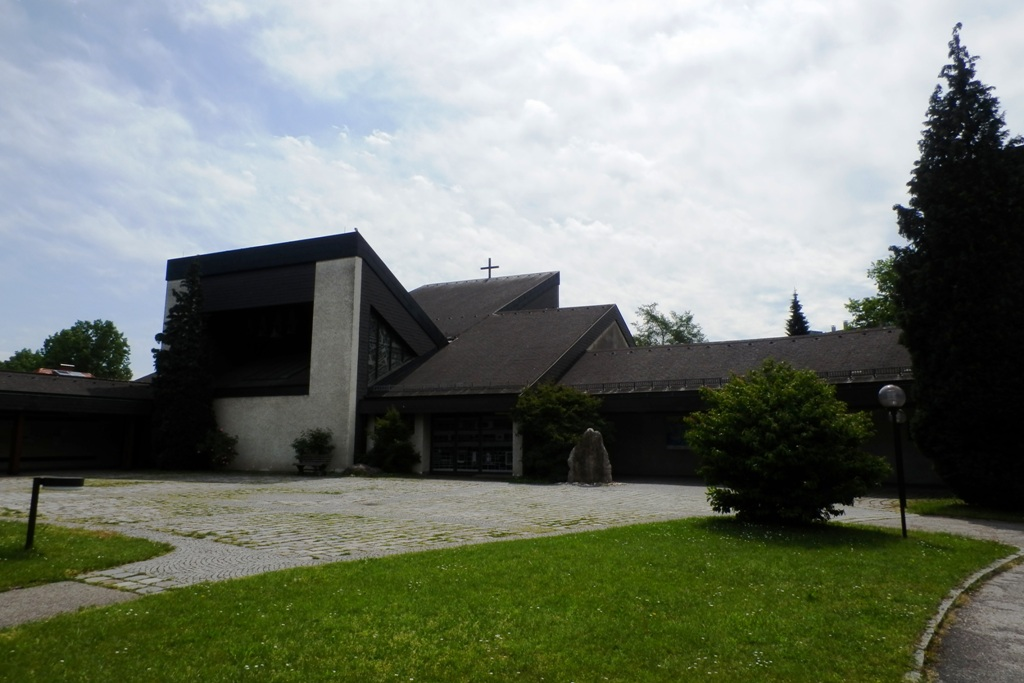
Pfarrkirche Neue Heimat
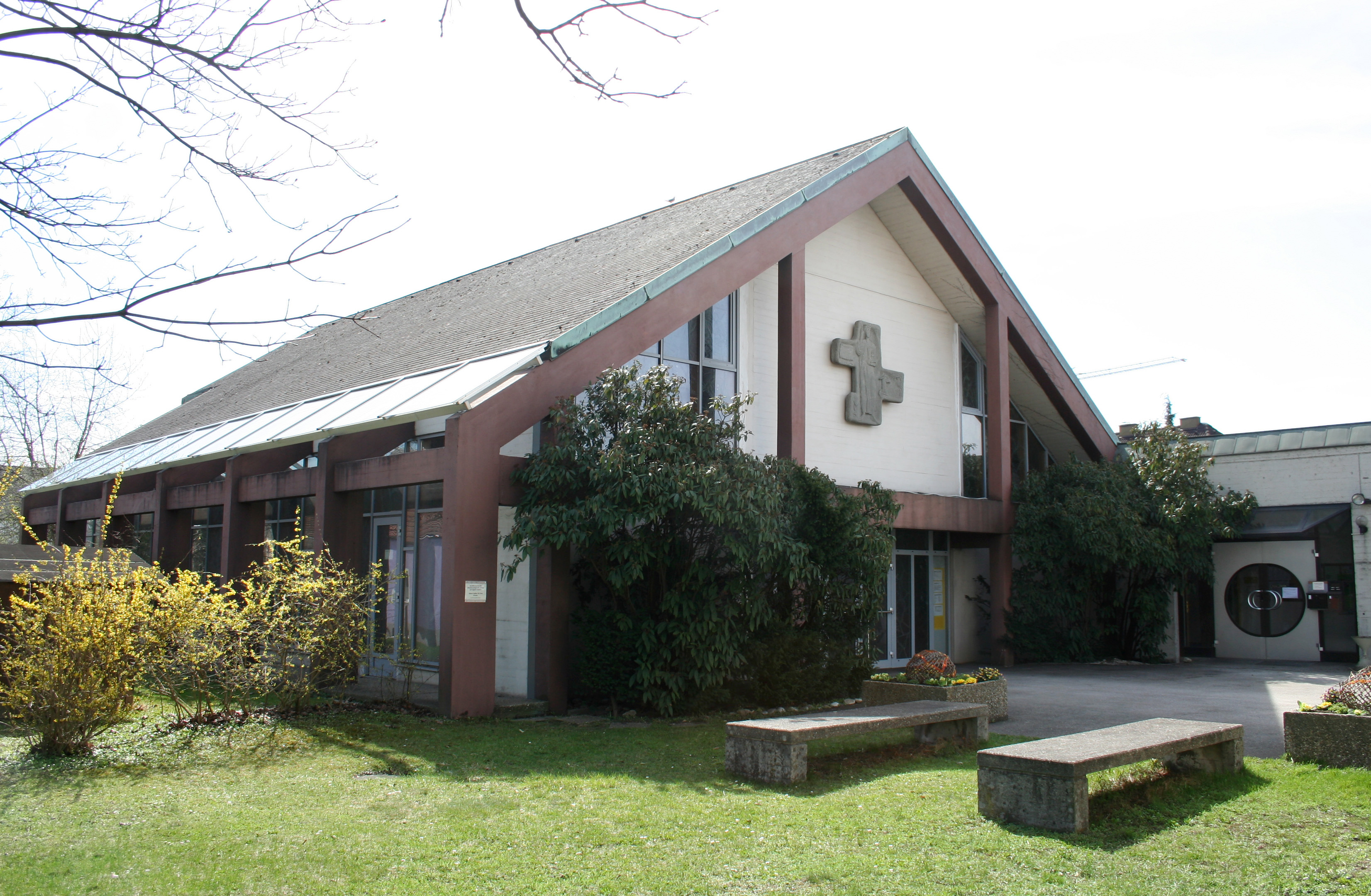
Evangelische Johanneskirche
Der Jauckerbach vor der Kleinmünchner Actienspinnerei, im Bild die „Englische“; so benannt nach der Ausrüstung mit englischen Maschinen.

## Verschiedenes
Kleinmünchen hat eine lange Weber- und Spinnereitradition. Lange, bis um 1985 hieß die Endstation der Straßenbahn Linz hier Spinnereistraße. Im Jahr 1840 wurde der Baumwollenzeug-Fabrika die Landes-Fabriks-Befugnis erteilt, und 1871 wurde sie in eine Aktiengesellschaft umgewandelt. Heute befindet sich die Linz Textil in Kleinmünchen, bis Mai 2018 soll die Erzeugung von Viskose-Garn hier eingestellt werden. „Ein Teil der Produktion wird zum kroatischen Tochterunternehmen Predionica Klanjec verlagert.“